# Porsche 962
Porsche 962 (também conhecido como o 962C, quando participou do Grupo C) foi um protótipo de corrida  construído pela Porsche como um substituto para o seu antecessor, Porsche 956  projetado principalmente para cumprir com os regulamentos IMSA na classe GTP, embora mais tarde tenha competido no Grupo Europeu fórmula C como o 956 tinha. O 962 foi introduzido no final de 1984, a partir da qual rapidamente se tornou sucesso por meio de proprietários privados, tendo uma carreira extremamente longa,  provando ser competitivo em meados da década de 1990.

## Desenvolvimento
Quando o Porsche 956 foi desenvolvido no final de 1981, a intenção da Porsche estava a utilizar o carro, tanto no Campeonato Mundial de Esportes (WSC) como também na IMSA GTP Championship. No entanto regulamentos da IMSA GTP diferiu do grupo C e, posteriormente, o 956 foi proibido na série E.U. por motivos de segurança como os pés do condutor, estavam à frente da linha de centro do eixo dianteiro.Para fazer o 956 elegível ao abrigo dos regulamentos da IMSA,a Porsche alargou a distância entre eixos de 956 para cumprir as distâncias corretas do pés do condutor. A gaiola de aço também foi integrado ao novo chassi de alumínio.
No total, a Porsche teve de produzir 91 veículos 962s entre 1984 e 1991. 16 foram oficialmente usada pela equipe de fábrica, enquanto 75 foram vendidos para os clientes. Alguns foram reconstruídas como 956s e 962s. Três 962s foram seriamente danificadas, também sendo reconstruídas porém devido aos danos extensos, a sua numeração foi trocada, já que o chassi do carro passou por uma reconstrução completa.

## Fotos

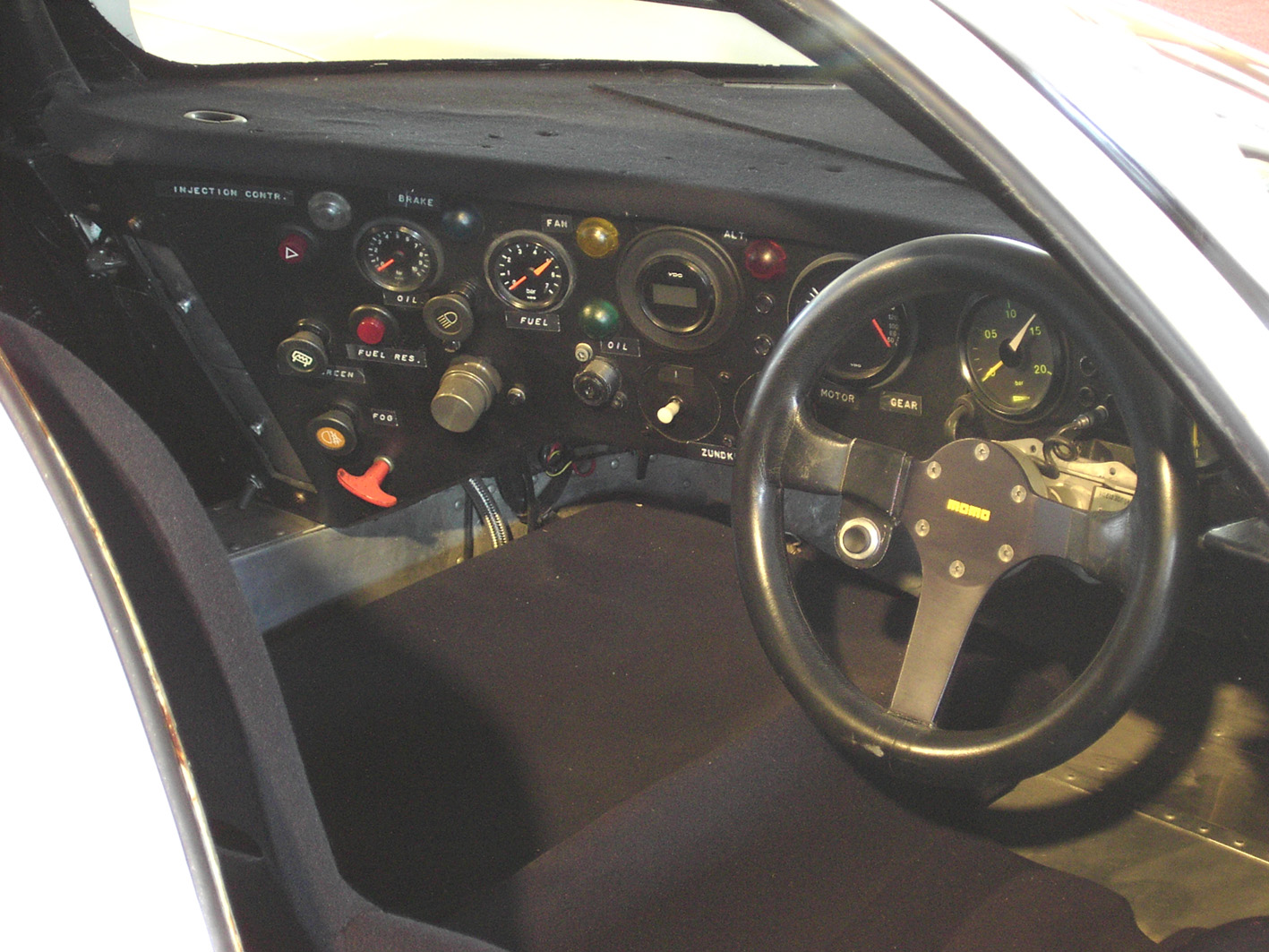
Cockpit de um Porsche 962
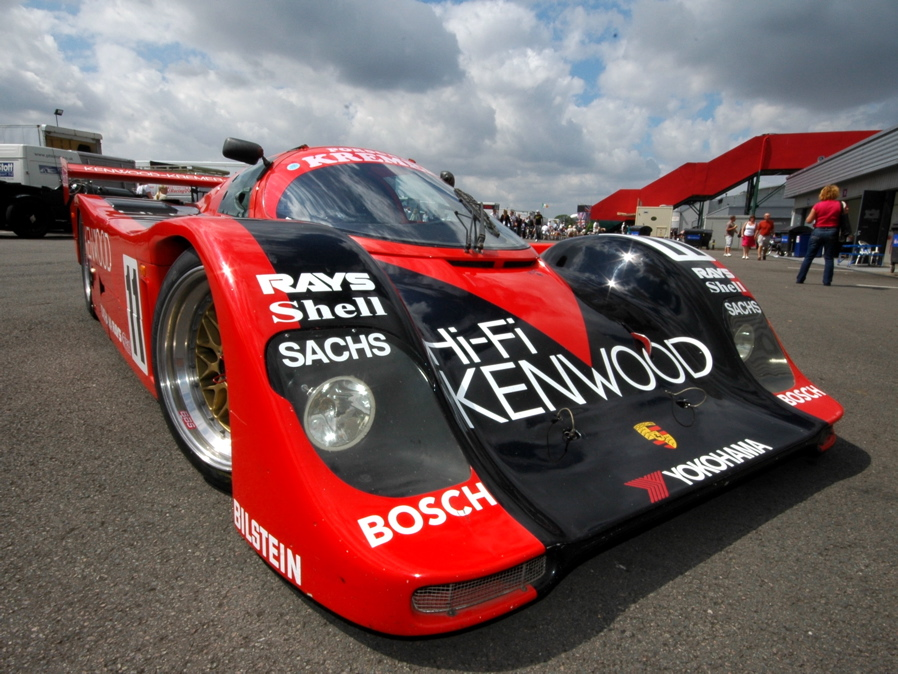
Modelo 962 utilziado pela equipe Kremer
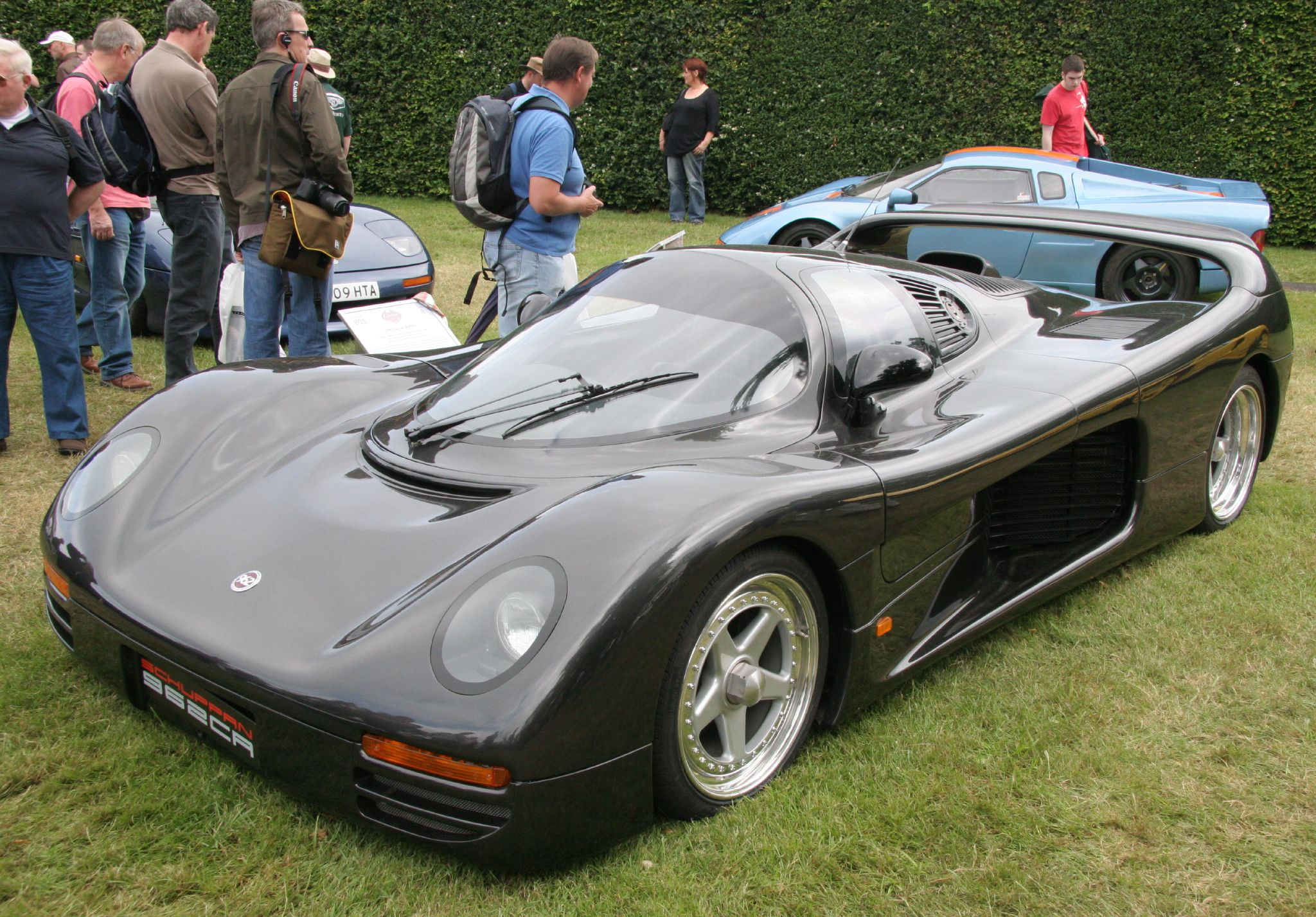
Versão Road Car do 962